# Regierung der 2. Nordirlandversammlung
Die Regierung der 2. Nordirlandversammlung sollte nach der Wahl zur Nordirland-Versammlung 2003 gebildet werden. Vorausgegangen war das Ende der ersten Regierung, die seit 1998 regierte. Die Hoffnungen, nach der Wahl könnte sich wieder eine Regierung bilden und die Devolution könne wieder aufgenommen werden, erfüllten sich jedoch nicht. Die unionistische DUP als stärkste Kraft weigerte sich mit der nationalistische Sinn Féin, der zweitstärksten Kraft, in eine Regierung einzutreten. Somit kam diese Regierung nie zustande und Nordirland wurde bis 2007 wieder von London aus regiert (Direct Rule).

## Hintergrund
Nach der Wahl der Nordirland-Versammlung 1998 war eine Koalitionsregierung unter Führung von David Trimble (UUP) gebildet worden. In der Folgezeit kam es jedoch zu Streitigkeiten insbesondere in Zusammenhang mit der vereinbarten Entwaffnung der IRA, so dass die nordirische Exekutive durch den damaligen Minister für Nordirland Peter Mandelson zeitweilig suspendiert und direct rule aus London verordnet wurde. Letztlich führten die Streitigkeiten um die IRA-Entwaffnung zum Rücktritt David Trimbles am 1. Juli 2001, dem Rücktritte weiterer UUP-Minister im Oktober 2001 folgten. Trimble wurde am 5. November 2001 erneut zum First Minister gewählt. Im Oktober 2002 kam es zu einem Eklat, der unter der Bezeichnung Stortmontgate bekannt wurde. Drei Mitglieder der Sinn Féin-Fraktion wurden unter dem Verdacht, einem Spionagering der Provisional Irish Republican Army anzugehören, verhaftet. Am 14. Oktober 2002 suspendierte der Minister für Nordirland John Reid daraufhin die Nordirland-Versammlung. Die Versammlung wurde offiziell am 28. April 2003, in Erwartung von Neuwahlen im Mai aufgelöst, der Wahltermin wurde jedoch durch den Minister für Nordirland auf November verschoben.

## Wahrscheinliche Zusammensetzung
Nach den Regeln des Karfreitagsabkommens und dem Northern Ireland Act stellte die stärkste Partei der stärksten Gruppe (in dem Fall die Unionisten) den First Minister. Dieses Amt wäre also der DUP zugekommen. Das Amt des Deputy First Minister geht an die stärkste Partei der anderen Gruppe (in dem Fall die Nationalisten). Dieses Amt konnte somit Sinn Féin beanspruchen. Die beiden Kandidaten wären dann von der Nordirland-Versammlung zusammen in einem Wahlgang gewählt worden, wobei sowohl die Mehrheit der Versammlung insgesamt, als auch jede Gruppe an sich mehrheitlich ihre Zustimmung hätte geben müssen. Aufgrund der Haltung der DUP kam so eine Abstimmung jedoch nicht zustande. 
Die Anzahl der restlichen Posten, also wesentlich die der zehn Ministerien, wären dann an die Parteien nach dem D’Hondt-Verfahren auf Basis ihrer Stärke in der Versammlung vergeben worden. So hätten dann auch UUP und SDLP Ansprüche auf Ministerien gehabt. Welche Partei allerdings welches Ressort erhalten hätte, wäre jedoch noch zu verhandeln gewesen.
| Ressort                                             | Minister | Amtszeit  | Partei | Partei            |
| --------------------------------------------------- | -------- | --------- | ------ | ----------------- |
| First Minister                                      | vakant   | 2002–2007 |        | DUP               |
| Deputy First Minister                               | vakant   | 2002–2007 |        | Sinn Féin         |
| Wirtschaft, Handel und Investitionen                | Vakant   | 2002–2007 |        | Verhandlungsbasis |
| Finanzen und Personal                               | Vakant   | 2002–2007 |        | Verhandlungsbasis |
| Regionale Entwicklung                               | Vakant   | 2002–2007 |        | Verhandlungsbasis |
| Bildung                                             | Vakant   | 2002–2007 |        | Verhandlungsbasis |
| Beschäftigung und Weiterbildung                     | Vakant   | 2002–2007 |        | Verhandlungsbasis |
| Umwelt                                              | Vakant   | 2002–2007 |        | Verhandlungsbasis |
| Kultur                                              | Vakant   | 2002–2007 |        | Verhandlungsbasis |
| Gesundheit, Soziale Dienste, Öffentliche Sicherheit | Vakant   | 2002–2007 |        | Verhandlungsbasis |
| Landwirtschaft, ländliche Entwicklung               | Vakant   | 2002–2007 |        | Verhandlungsbasis |
| Soziale Entwicklung                                 | Vakant   | 2002–2007 |        | Verhandlungsbasis |

Folgende Parteien hätten Anspruch auf ein Ministerium gehabt:
| Nach der Wahl | Nach der Wahl | Nach der Wahl | Nach der Wahl | Nach Übertritt | Nach Übertritt |
| Partei        | Partei        | Sitze         | Ministerien   | Sitze          | Ministerien    |
| ------------- | ------------- | ------------- | ------------- | -------------- | -------------- |
|               | DUP           | 30            | 3             | 33             | 4              |
|               | UUP           | 27            | 3             | 24             | 2              |
|               | Sinn Féin     | 24            | 2             | 24             | 2              |
|               | SDLP          | 18            | 2             | 18             | 2              |
|               | Alliance      | 6             | 0             | 6              | 0              |

1. ↑  2004 traten 3 Abgeordnete der UUP zur DUP über.